# Dyschoriste vagans
Dyschoriste vagans là một loài thực vật có hoa trong họ Ô rô. Loài này được (Wight) Kuntze mô tả khoa học đầu tiên năm 1891.